# بينغشيانغ
بينغشيانغ (بالصينية: 萍乡市 )‏ هي مدينة على مستوى محافظة، في جمهورية الصين الشعبية، تتبع جيانغشي، تبلغ مساحتها 3,827 كيلومتر مربع، رمزها البريدي هو 337000–337999.

## مدن توأم
المدن التوأم:
- نيروبي
- كوبيابو.

## التقسيمات الإدارية
- Anyuan, Pingxiang [الإنجليزية]‏
- Xiangdong, Pingxiang [الإنجليزية]‏
- Lianhua County [الإنجليزية]‏
- Shangli County [الإنجليزية]‏
- Luxi County, Jiangxi [الإنجليزية]‏.

## أعلام
- كاي فنغ